# 119-я стрелковая бригада
119-я стрелковая бригада — воинское соединение СССР в Великой Отечественной войне.
Сформирована в январе-апреле 1942 года в г.Кузнецк Пензенской области (ПРИВО), в основном, из числа кадровых бойцов и младших командиров, прибывших из частей Дальневосточного Фронта.
В конце апреля убыла на фронт и вошла в состав 48-й Армии Брянского Фронта, а в мае перешла в состав 40-й Армии того же Фронта. 28 июня 1942 года вступила в бой и в течение месяца вела бои на р.Кшень Курской области: Марьино, Слезневка, Касторное, Скакун, Озерки, Воронеж. За время боёв бригада подбила и уничтожила до 2-х пехотных полков противника, 144 танка, 4 самолёта и 5 батарей противника. Согласно Приказу Ставки Главнокомандования 28.07.1942г. бригада была выведена из состава 40-й Армии и направлена на переформирование в район г.Рязань: ст.Дивово (Селецкие лагеря), имея в наличии 1800 человек личного состава. 1-12 августа бригада была пополнена личным составом - в основном, курсантским, а также получила новое вооружение и 14 августа убыла в распоряжение Военного Совета Северной группы войск Закавказского Фронта. Прибыв в Северную группу, бригада влилась в 44-ю Армию, где одним батальоном занимала оборону по р.Терек ( остальные были в резерве Армии в районе Кади-Юрт).
Согласно Приказу Штаба Армии № 21 убыли из состава 44-й Армии в состав 46-й Армии, где двумя батальонами обороняли Дагомыс, одним - Сочи, одним - Хоста, Мацеста.
Принимала участие в боях под Грозным, направлена в резерв фронта в Сухуми.
Участвовала в Туапсинской оборонительной операции. На 02.10.1942 года было приказано сосредоточить бригаду в районе Рожет, Маратуки с задачей, выйдя в район южнее Самурская, нанести удар в общем направлении Червяков — Белая Глина, во фланг и тыл противника. 04.10.1942 бригада сосредоточилась в районе Гойтх. Вела упорные бои за Шаумян, за станцию Гойтх, в районе гор Гунайка Первая и Гунайка Вторая, бои за гору Седло.
На 17.12.1942 года заняла рубеж западнее реки Тук и Сарай-Горы. 05.01.1943 была сменена на участке обороны, передана в состав 46-й армии, участвовала в операциях по разгрому немецких войск на Северном Кавказе.  29 января 1943 года бригада, под командованием полковника Савченко Б. Е. освободила аул Панежукай, а 2 февраля а. Эдепсукай Адыгейской автономной области Краснодарского края.
В марте 1943 года на базе бригады создана 30-я стрелковая дивизия

## Полное название
119-я стрелковая бригада

## Подчинение
- Брянский фронт, 48-я армия — с апреля 1942 года.
- Брянский фронт, 40-я армия — с мая 1942 года.
- Воронежский фронт, 40-я армия — с 09.07.1942 года.
- Закавказский фронт, Черноморская группа войск, 46-я армия — на 01.10.1942 года.
- Закавказский фронт, Черноморская группа войск, 18-я армия — с 04.10.1942 года.
- Закавказский фронт, Черноморская группа войск, 18-я армия, 16-й стрелковый корпус — на 01.01.1943 года.
- Северо-Кавказский фронт, 46-я армия - с конца января 1943 года.
- Северо-Кавказский фронт, 47-я армия, 23-й стрелковый корпус — на 01.04.1943 года.

## Состав
- 1721-я полевая касса Госбанка (до 1 августа 1942 г.)

## Командиры
- полковник Савченко Б. Е (на январь- февраль 1943 г.)[1]